# 魯納
魯納（英語：Runa）是美國西弗吉尼亞州尼古拉斯縣一個非建制地區，海拔675米（2275英尺）以及距離縣治薩默斯維爾（Summersville）以南約9.5英里（15.3），並以早期一位殖民者的姐妹魯納·麥克朗（Runa McClung）命名。